# Timothy Kopra
Timothy Lennart Kopra (Austin, 9 de abril de 1963) é um astronauta e coronel do Exército dos Estados Unidos, veterano de duas missões no espaço a bordo da Estação Espacial Internacional.
Formado, em 1985 em ciências pela Academia Militar de West Point e em engenharia aeroespacial em 1995 pelo Instituto de Tecnologia da Georgia, Kopra recebeu a patente de segundo-tenente e designado para a função de aviador do exército em 1986, cumprindo o curso de três anos. Designado após isto para a 3.ª Divisão Blindada, na Alemanha, serviu na Guerra do Golfo, em 1991. Após o conflito, retornou à Alemanha onde serviu como líder de pelotão de helicópteros de ataque.
Retornando aos Estados Unidos e completando seus estudos na Geórgia, onde se formou em engenharia aeroespacial, foi selecionado para treinamento na prestigiada Escola de Piloto de Teste Naval dos Estados Unidos, na Flórida, trabalhando após a graduação como piloto de provas de vários projetos, incluindo a direção de testes e desenvolvimento do programa do helicóptero de ataque Comanche.
Em setembro de 1998 juntou-se à NASA como engenheiro e em 2000 foi selecionado para o curso de astronautas da agência. Em setembro de 2006, integrou, como aquanauta, o Programa NEEMO da NASA, passando sete dias sob o mar fazendo explorações submersas e vivendo na estação submarina Aquarius, em Florida Keys.  Após anos de funções técnicas em terra, em julho de 2009 subiu ao espaço como especialista de missão da STS-127 Endeavour, para uma permanência de dois meses na Expedição 20 à Estação Espacial Internacional, de onde retornou em 11 de setembro com a tripulação da STS-128 Discovery e durante a qual fez sua primeira caminhada espacial. Em 2010 foi escolhido como tripulante da missão STS-133, último voo do ônibus espacial Discovery. Contudo, no início de 2011, faltando algumas semanas para o lançamento, Kopra sofreu um acidente de bicicleta e teve que ser substituído.
Voltou novamente ao espaço em 15 de dezembro de 2015, lançado do Cosmódromo de Baikonur na Soyuz TMA-19M junto com o russo Yuri Malenchenko e o britânico Timothy Peake para nova estadia na ISS, desta vez de seis meses, integrando as Expedições 46 e 47, no comando desta última. Em janeiro de 2016, durante uma caminhada espacial para trabalho de manutenção no exterior da estação, Kopra sofreu uma emergência no espaço, com um problema de vazamento de água dentro de seu capacete, o que o obrigou a encurtar o tempo da missão externa. Após uma estadia de 186 dias em órbita, retornou em 18 de junho de 2016, completando um total de 244 dias no espaço e 13 horas em atividades extraveiculares.